# Mariano Ros Carsí
Mariano Ros Carsi (València, 1840 - 4 de desembre de 1882) fou un polític valencià, diputat a les Corts Espanyoles durant la restauració borbònica.

## Biografia
Era fill del dirigent progressista i terratinent José Ros y Escoto. Es casà amb María del Pilar Tamarit y Villa. El seu fill, José Ros y Tamarit, es casà amb Rafaela Selva y Mergelina, IV marquesa de Torrefranca.
El 1874 va ingressar al Partit Constitucional i fou nomenat diputat provincial. Es presentà com a diputat a Corts a les eleccions generals espanyoles de 1876 i 1879 pel districte de Sagunt, però no fou escollit. A les eleccions generals espanyoles de 1881 fou finalment escollit pel Partit Liberal Fusionista vencent al candidat governamental, però va morir un any més tard i fou substituït per Federico Loygorri de la Torre.